# Francisca Praguer Fróes
Francisca Praguer Fróes (Cachoeira, Estado de Bahía, 21 de octubre de 1872 — Río de Janeiro, 1931 ) fue una médica, activista, feminista brasileña, una prodigiosa pionera en las áreas donde debió actuar: de las primeras mujeres formadas en Medicina, y a su vez también en la defensa de los derechos femeninos.

## Biografía
Su nombre de soltera era Francisca Barreto Praguer. Era hija de Doña Francisca Rosa Barreto Praguer (1836 - 1906), también fue una precursora del feminismo en Bahía del siglo XIX, expresado en artículos de periódicos, en cartas, y en poesías que sobrevivieron a su deceso; y de Henrique Praguer, inmigrante croata de origen judío. 
La ciudad de Cachoeira, localizada en la Mesorregión Metropolitana de Salvador, tuvo un importante papel en la historia del Estado, desde la guerras por la Independencia, cuando allí se instaló el "Gobierno Provisorio". A finales del siglo XIX poseía una activa prensa y una vida cultural. 
De ese ambiente emergió Francisca, matriculándose a los dieciséis años (1888) en la Facultad de Medicina de Bahía, graduándose en 1893, como la quinta en hacerlo en Bahía - y la única en ese año. Su incursión fue posible por el crecimiento de la urbanización, de la industria, y del fortalecimiento de las condiciones del trabajo femenino. Además, su entorno familiar le transmitió valores feministas.
Praguer Fróes participó intensamente de los debates médicos y políticos sobre la mujer y su papel en la sociedad. 
Se casó, en 1899, con João Américo Garcez Fróes, su excompañero de la Facultad, que venía de una tradicional familia baiana, con quien tuvo dos hijos. Falleció cuando se encontraba en Río de Janeiro, entonces la capital del país, participando del II Congresso Internacional Feminista. 

## Medicina y activismo
En 1895, inició la publicación de artículos científicos, en la Gazeta Médica da Bahia - órgano conceptual, que no había publicado nada de mujeres. En él, realizó el relato de un caso clínico de gravidez extrauterina. Era especialista en ginecología y obstetricia.
En 1931, fue designada presidente de la "Unión Universitaria Femenina", entidad vinculada a la "Federación Baiana para el Progreso Femenino" que, a su vez, era afiliada a la entidad creada, en 1922, por la bióloga, y activa militante feminista Bertha Lutz.
Abogó en defensa del divorcio vincular - tal vez una de las primeras en hacerlo abiertamente, en un artículo que firmó en 1917; además de preocuparse con las cuestiones de la salud típicamente femeninas.

## Algunas publicaciones
- f.p. Fróes. 1923. Prophylaxia Matrimonial. Bahia: Imprensa Official do Estado. p. 9
- -------------, a.b. Praguer, organizadores. 1919. Livro Posthumo. In Memoriam. Bahia: Imprensa Official do Estado

## Homenajes

### Epónimos
- Rua Drª Praguer Fróes, en la capital baiana (barrio de Barra)

### Poesía de Euclides da Cunha
Le fue dedicada por Euclides da Cunha, célebre autor de Los sertones, el 14 de octubre de 1897, el siguiente soneto (de dominio público), escrito en el álbum-diario que mantenía la médica baiana:
Página vacía
Quem volta da região assustadora (Que de la región del miedo)
De onde eu venho, revendo inda na mente (De donde yo vengo, revisando en cuenta)
Muitas cenas do drama comovente (muchas escenas dramáticas)
Da Guerra despiedada e aterradora, (de la guerra despiadada y aterradora)
Certo não pode ter uma sonora (Uno no puede tener un sonido)
Estrofe, ou canto ou ditirambo ardente, (Verso, o el canto de ardiente ditirambo)
Que possa figurar dignamente (Lo que podría parecer dignamente)
Em vosso Álbum gentil, minha Senhora. (En vuestro álbum gentil, mi señora)
E quando, com fidalga gentileza,
Cedestes-me esta página, a nobreza
Da vossa alma iludiu-vos, não previstes
Que quem mais tarde nesta folha lesse
Perguntaria: "Que autor é esse
De uns versos tão mal feitos e tão tristes"?!!